# Walter Luyten (1955)
Walter Luyten (13 maart 1955) is een Belgisch psycholoog en politicus voor CD&V.

## Biografie
Walter Luyten is beroepshalve psycholoog. 
Hij ging in de gemeentepolitiek in Ravels, waar hij OCMW-voorzitter werd. Toen burgemeester Leo Van Nooten in 2010 besliste op 63-jarige leeftijd een stap opzij te zetten, volgde Luyten hem als burgemeester op. Luyten maakte op dat moment echter geen deel uit van de gemeenteraad, waardoor een gunstig advies van de Antwerpse deputatie noodzakelijk was. Bij de gemeenteraadsverkiezingen van 2012 was hij met een op zes voorkeurstemmen de populairste politicus van de gemeente en bleef burgemeester. Ook bij de gemeenteraadsverkiezingen van 2018 kreeg Luyten de meeste voorkeursstemmen in Ravels en bleef op post als burgemeester.
In juni 2024 kondigde Walter Luyten aan eind dat jaar na 37 jaar met politiek te stoppen. Hij was 14 jaar burgemeester en daarvoor 23 jaar OCMW-voorzitter. Bij de vorige twee gemeenteraadsverkiezingen was Luyten de populairste politicus van de gemeente. Hij werd opgevolgd door zijn jongere partijgenoot, Nic Andriessen.
Tussen 2004 en 2015 cumuleerde hij 3 à 7 mandaten, waarvan 2 à 4 bezoldigd.